# Franziska Endres
Franziska Endres (* 1979 in Leipzig) ist eine deutsche Synchronsprecherin und Theater-Schauspielerin.

## Leben
Franziska Endres war von 1999 bis 2001 Schauspielelevin am Theater der jungen Welt in Leipzig. Von 2002 bis 2005 absolvierte sie ihre Schauspielausbildung an der Berliner Schule für Schauspiel. Danach und währenddessen spielte sie Improvisationstheater bei Theaterturbine und Theatersport Berlin und übernahm Rollen in Produktionen am Gewandhaus Leipzig und bei den Wagner Festtagen.
Von 2006 bis 2009 war sie Ensemblemitglied am Hessischen Landestheater Marburg und spielte dort u. a. Emilia Galotti, Viola in Was ihr wollt und Patty Andrews in Sing! Sing! Sing! - The Andrews Sisters. Danach gastierte sie an vielen Theatern, u. a. dem Theater Naumburg, in Oldenburg, Leipzig und Berlin.
Seit 2015 ist sie in Berlin hauptsächlich als Synchronsprecherin tätig und sprach bereits mehr als 430 Rollen ein. Des Weiteren ist sie in vielen Hörspielen zu hören, u. a. in den Reihen Professor van Dusen, Das schwarze Auge und Inspector Lestrade.
Seit 2024 ist sie deutschlandweit als Liz in der deutschen Erstaufführung von Samuel D. Hunters "Der Wal" zu sehen (Konzertdirektion Landgraf). Die Rolle hatte sie zuvor auch in Darren Aronofskys Verfilmung The Whale von 2022 synchronisiert.

## Synchronrollen (Auswahl)
Hanneke Talbot
- 2019: Supernatural: als Evie
- 2019: Rabid: als Chelsea
- 2020: Slaxx: als Jemma
- 2020: Transplant: als Stacey
- 2020: A Teacher: als Sasha

Anjli Mohindra
- 2021: Vigil – Tod auf hoher See: als Dr. Tiffany Docherty
- 2022: The Peripheral: als Beatrice
- seit 2022: The Lazarus Project: als Archie
- 2024: Get Millie Black: als Meera Thakur

### Filme (Auswahl)
- 2018: BlacKkKlansman: Elise Hudson als Bibliothekarin
- 2018: Taxi 5: Sabrina Ouazani als Samia
- 2019: Shining (1980): Shelley Duvall als Wendy Torrance (Nachsynchronisation)
- 2019: Doctor Sleeps Erwachen: Alex Essoe als Wendy Torrance
- 2019: The Gentlemen: Eliot Sumner als Laura Pressfield
- 2021: Erwartung – Der Marco Effekt: Marie Sando Jondal als Malene
- 2021: Die Mitchells gegen die Maschinen: Sasheer Zamata als Jade
- 2022: Vesper Chronicles: Rosy McEwen als Camellia
- 2022: Orphan: First Kill: Gwendolyn Collins als Anna Troyev
- 2022: Apollo 10 ½: Eine Kindheit im Weltraumzeitalter: Lee Eddy als Mom
- 2022: The Whale: Hong Chau als Liz
- 2023: The Pope’s Exorcist: Alex Essoe als Julia
- 2023: Anatomie eines Falls: Jehnny Beth als Marge
- 2024: Irish Wish: Elisabeth Tan als Emma Taylor
- 2024: Scoop – Ein royales Interview: Billie Piper als Sam McAlister
- 2024: Mars Express: Léa Drucker als Aline Ruby
- 2024: Restore Point: Andrea Mohylová als Emma Trochinowksa
- 2024: Duell der Besten: Doria Tillier als Marie-Rose Astié de Valsayre
- 2024: Humane: Emily Hampshire als Rachel

### Serien (Auswahl)
- 2017–2019: Grey’s Anatomy: Sophia Ali als Dr. Dahlia Qadri
- 2017–2023: Workin’ Moms: Nikki Duval als Rosie Philipps
- 2018–2019: Black Lightning: Kearran Giovanni als Giselle Cutter
- 2018–2020: She-Ra und die Rebellen-Prinzessinnen als Netossa (Zeichentrickserie)
- 2019: Homeland Staffel 8: Sitara Attaie als Samira
- 2019: Black Mirror: „Striking Vipers“ Pom Klementieff als Roxette
- 2019–2020: The Crown: Emerald Fennell als Camilla Parker-Bowles
- 2019–2021: Kommissar Wisting: Kjersti Sandal als Torunn Borg
- 2020: Mord in Genua – Ein Fall für Petra Delicato: Vera Ingrid Canepa als Haushälterin Alba
- 2020: For Life: Amina Robinson als Elaine Josiah
- 2020: The Alienist – Die Einkreisung: Rosy McEwen als Libby Hatch
- 2020: Killing Eve: Gemma Whelan als Geraldine
- 2022: The Staircase: Teri Wyble als Sonya Pfeiffer
- 2021: The Expanse: Kathleen Robertson als Rosenfeld
- 2021: Midnight Mass: Annabeth Gish als Dr. Sarah Gunning
- 2021: Squid Game: Young-soo Jeon als Spielansagerin
- seit 2021: Run the World: Corbin Reid als Sondi
- seit 2022: Kung Fu Panda – Der Drachenritter als Rukhmini (Animation)
- 2022–2024: Sonic Prime: als Rouge the Bat
- seit 2022: Star Trek: Strange New Worlds: Melanie Scrofano als Captain Batel
- 2023: Die Chemie des Todes: Amy Manson als Ellen McLeod
- 2023: Navy CIS: L.A.: Dani Scott als Becca und für Jhey Castles als Melissa Baker
- 2023: A Murder at the End of the World: Britian Seibert als Eva Andrews
- 2023: Der Untergang des Hauses Usher: T'Nia Miller als Victorine Lafourcade
- 2024: Luz: Mià Mello als Kelly Thompson
- 2024: Forst: Kamilla Baar als Dominika Wadryś Hansen
- 2024: No Good Deed: Kate Moennig als Gwen
- 2024: KAOS: Billie Piper als Cassandra
- 2024: Get Millie Black: Anjli Mohindra als Meera Thakur
- 2024: Dexter: Original Sin: Jasper Lewis als Doris Morgan

### Videospiele (Auswahl)
- 2021: Far Cry 6
- 2023: Mario + Rabbids Sparks of Hope als Dolores
- 2023: Skull & Bones
- 2024: Gun Boat
- 2024: Squid Game: Entfesselt